# Bacheschnette

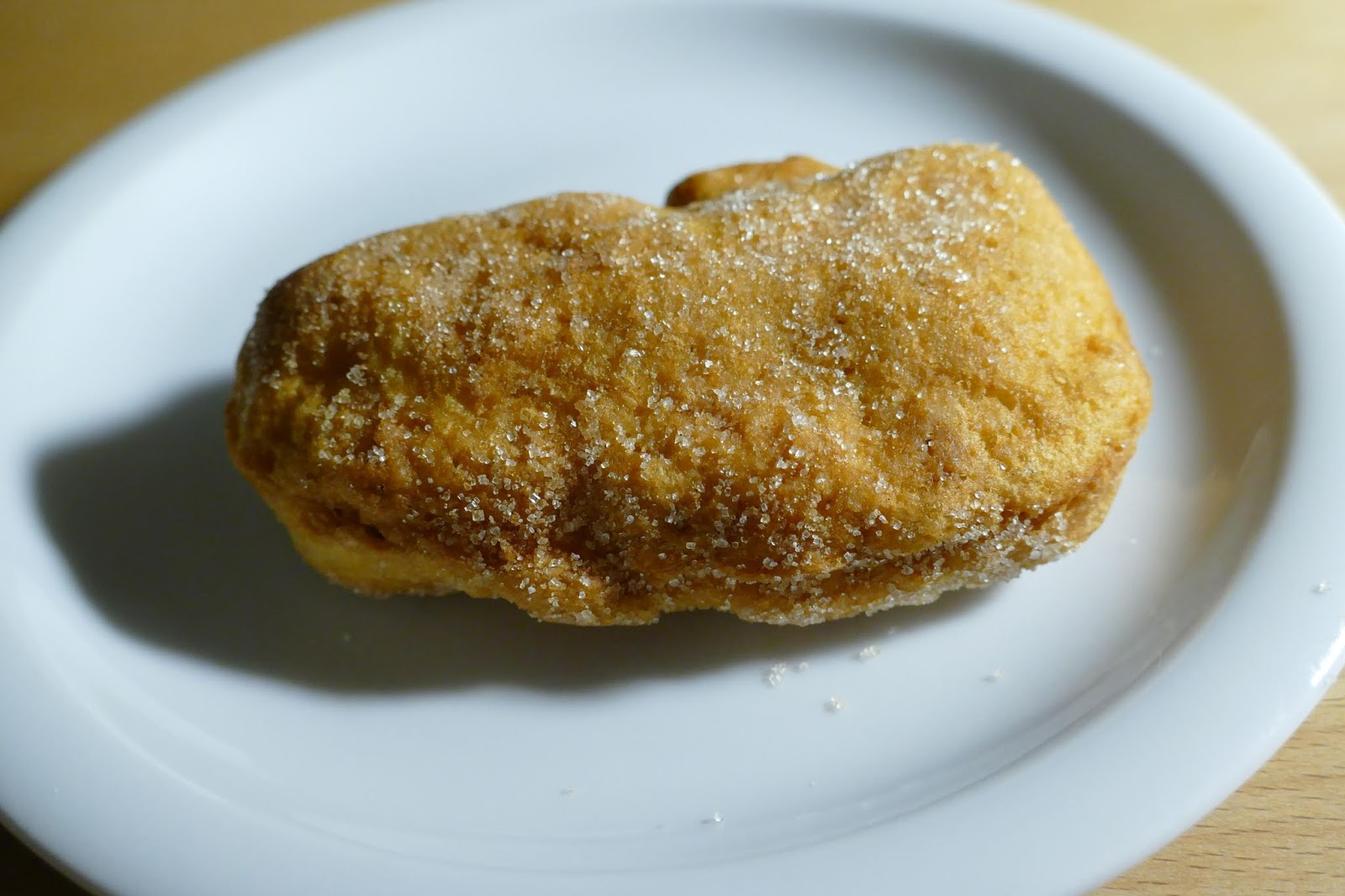
Bacheschnette aus einer Bäckerei in Hundwil AR

Die Bacheschnette ist ein traditionelles Fasnachtsgebäck im Schweizer Kanton Appenzell Ausserrhoden.

## Sprachliches
Bacheschnette entspricht dem hochdeutschen «Gebackene Schnitte».

## Verzehr
Die Bacheschnette wird im Kanton Appenzell Ausserrhoden praktisch ausschliesslich in der Fasnachtszeit gegessen.

## Grundlage
Grundlage der Bacheschnette ist laut dem Standardwerk Kulinarisches Erbe der Schweiz ein Ostschweizer Leckerli. Bei diesem handelt sich es sich um einen hellbraunen, rechteckigen und flachen Lebkuchen. Er ist nicht zu verwechseln mit dem Basler Läckerli: Das Ostschweizer Leckerli ist wesentlich grösser als dieses, es misst acht mal vier Zentimeter. Anders als das Basler Läckerli enthält es keine Nüsse und kaum Honig, dafür Milch. Auch hat es keinen Zuckerguss.

## Zubereitung
Die Bacheschnette entsteht, indem man das Ostschweizer Leckerli im Ausbackteig frittiert und anschliessend mit Zimtzucker bestreut. Durch das Frittieren wird das harte Leckerli im Inneren weich.

## Trivia
In einem Zeitungsartikel findet sich eine – allerdings unbelegte – Erklärung, wie die Bacheschnette entstanden sein könnte. Demnach hatte eine Appenzeller Bäckerin angesichts einiger aus der Weihnachtszeit übriggebliebener Leckerli eine Inspiration: «Da die Leckerli bereits ein wenig ausgetrocknet waren, soll die Bäckerin das Leckerli in Bierteig getaucht haben und hat somit die Resteverwertung perfektioniert.»